# 조홍 (후한)
조홍(趙弘, ? ~ 184년)은 중국 후한 말의 무장이다.

## 행적
황건적(黃巾賊) 장수 장만성(張曼成)의 부장이었다.
184년 6월 장만성이 죽자 장만성의 부하들에 의해 추대되어 10여만 명을 이끌고 완성(宛城)을 점거하고 관군에게 대항했다. 관군이 이들을 8월까지 공격해도 이기지 못하자, 조정에서는 주준(朱儁)을 보내 완성의 황건적을 토벌하게 했다. 조홍은 주준이 이끄는 관군과 싸우다 죽었다.

## 《삼국지연의》에서의 조홍
삼국지연의에서는 한충(韓忠), 손중(孫仲)과 함께 완성에서 농성할 때 손견(孫堅)과 유비(劉備)의 공격으로 성이 위태로워지자 손견에게 덤벼들었다가 죽음을 당하는 것으로 나와 있다.